# Croix de Védrines
La croix de Védrines est une croix monumentale située en France sur la commune de Vieille-Brioude, dans la région Auvergne-Rhône-Alpes.

## Localisation
La croix monumentale est située dans le département français de la Haute-Loire, sur la commune de Vieille-Brioude, dans l'ancienne région administrative d'Auvergne.

## Historique
La croix a été érigée au XVIe siècle.

## Description
La croix présente la représentation du Christ, avec la tête inclinée sur l'épaule droite et surmontée d'un lambel. La Vierge, agenouillée, soutient les pieds du Christ. Deux statuettes sont disposées de chaque côté sur une plate-forme parallèle à la croix : Saint-Jean, agenouillé et tenant un livre, ainsi que Sainte-Madeleine, agenouillée les mains jointes. L'intersection des croisillons est agrémentée de rayons, et le chapiteau est orné de pampres et de grappes. Le fût présente une moitié supérieure cylindrique et une moitié inférieure hexagonale, arborant un écusson avec des signes effacés. La base à six pans est agrémentée d'un chanfrein et de petits motifs en relief.

## Protection
La croix est inscrite au titre des monuments historiques par arrêté du 27 février 1926.